# Трамвай Ескішехіра
Трамвай Ескішехіра (EsTram (Eskişehir Tramvay)) — сучасна трамвайна мережа турецького міста Ескішехір, що діє з 24 грудня 2004 року.

## Історія
11 липня 2002 було підписано контракт на будівництво трамвайної мережі Ескішехіра. Генпідрядником став UITP (Uluslararası Toplu Taşıma Birliği) у складі Yılı Dünya Raylı Sistem Ödülü'nü, Yapı Merkezi İnşaat ve Sanayi şirketi ESTRAM (Eskişehir Tramvay Projesi) 15 серпня 2002, почалися будівельні роботи в центрі міста. 10 грудня 2003 року, перший потяг типу Bombardier Flexity Outlook Cityrunner було доставлено в Ескішехір. 27 червня 2004, через всього 20 місяців підготовки, було завершено будівництво. 24 грудня 2004 року розпочато обслуговування пасажирів, на першій черзі маршрутної мережі завдовжки 14,8 км 

За кшталт взято трамвай Лінца, зокрема його інтеграції у вузькі вулиці та пішохідні зони. 

Через значні розширення, які були відкриті у 2014, 2019 і 2021 роках, ця протяжність зросла до 45,6 км (станом на квітень 2024 року; лише маршрути з регулярними рейсами). 

Усі маршрути, які курсують в обох напрямках, є двоколійними. 

Багато розворотних кілець сконструйовано як обхідні блоки, деякі з яких дуже великі. 

| Дата            | Маршрут                                         | Довжина, км |
| --------------- | ----------------------------------------------- | ----------- |
| 24 грудня 2004  | Чарші – SSK                                     | 14,8        |
| 24 грудня 2004  | Чарші – Гьокмейдан – Отогар                     | 14,8        |
| 24 грудня 2004  | Чарші – спортзал Порсук – Університет Османгазі | 14,8        |
| 24 грудня 2004  | Чарші – Опера                                   | 14,8        |
| 18 березня 2014 | Юнусемре – Ачелья                               | 4,1         |
| 7 серпня 2014   | SSK – Батикент (в т.ч. Сджхлеїфе-Чамлиджа)      | 11,1        |
| 17 серпня 2014  | спортзал Порсук – Чанкая                        | 6,2         |
| 10 лютого 2019  | Ачелья – Ойкю – Міська лікарня                  | 2,3         |
| 12 березня 2021 | Ойкю – 75 року                                  | 4,6         |
| 14 червня 2021  | Опера – Кумлубел                                | 2,5         |

## Лінії
На квітень 2024 року працюють такі лінії:
| Лінія | Маршрут                                                 | Інтервал хвилин (будні вдень) |
| ----- | ------------------------------------------------------- | ----------------------------- |
| 1     | Отогар – Гьокмейдан – SSK                               | 8                             |
| 3     | Університет Османгазі – SSK                             | 8                             |
| 4     | Університет Османгазі – Гьокмейдан – Отогар             | 11–16                         |
| 7     | Університет Османгазі – Чанкая                          | 20                            |
| 8     | SSK – Батикент                                          | 18                            |
| 9     | SSK – Чамлиджа                                          | 18                            |
| 10    | Кумлубел – Гьокмейдан – Міська лікарня                  | 10                            |
| 12    | Університет Османгазі – Кумлубел – Гьокмейдан – 75 року | 27                            |

## Рухомий склад
Як рухомий склад використовують п’ятисекційні односторонні зчленовані трамваї типу Flexity Outlook C від Bombardier і 18T ForCity Classic від Škoda. 

Загалом у 2004, 2007 та 2013 роках було поставлено 33 Flexity Outlook C. 

14 ForCity Classic були поставлені у 2018 році, 

починаючи з березня, 

після того, як Škoda перемогла в тендері над турецьким конкурентом Bozankaya. 
Рішення оголошено 5 вересня 2016 року. 

Трамваї довжиною 30 м оснащені тяговими акумуляторами, які дозволяють проїхати маршрут довжиною 1 км без контактної мережі. 

## Ресурси Інтернету
- * http://www2.estram.com.tr/Anasayfa